# Nowicki
Nowicki ist ein polnischer sowie jüdischer Familienname. Die Bedeutung des Namens ist nicht eindeutig: so ist er einerseits die polnische Form des slawischen Familiennamens Nowak, er kann jedoch auch darauf hinweisen, dass der Träger des Namens aus einem Ort namens Nowica oder Nowice stammt. Eine explizit jüdische Namenstradition lässt sich im ehemaligen Galizien feststellen. Als jüdischer Familienname leitet er sich vom hebräischen Wort „nevuchim“ (נבוכים) ab, das auf Angehörige des Stammes der Leviten hindeutet. Dieser Name ist unter Juden in Polen, Weißrussland und der Ukraine weit verbreitet.
Nowicki ist der Familienname folgender Personen:
- Andrzej Nowicki (Autor) (1909–1986), polnischer Poet
- Andrzej Nowicki (Philosoph) (1919–2011), polnischer Philosoph
- Bartosz Nowicki (* 1984), polnischer Leichtathlet
- Douglas R. Nowicki (1945–2024), US-amerikanischer Benediktiner und Erzabt
- Edmund Nowicki (1900–1971), polnischer Koadjutor und römisch-katholischer Bischof von Danzig
- Jan Nowicki (1939–2022), polnischer Schauspieler
- Jan Ewangelista Nowicki (1894–1973), polnischer römisch-katholischer Bischof von Lemberg
- Józef Nowicki (1766–1830), polnischer General
- Leo J. Nowicki (1904–1990), US-amerikanischer Politiker
- Maciej Nowicki (* 1941), polnischer Politiker und Ökologe
- Maksymilian Siła-Nowicki (1826–1890), polnischer Insektenkundler
- Marek Nowicki (Regisseur) (* 1935), polnischer Filmregisseur
- Marek Antoni Nowicki (* 1953), polnischer Rechtsanwalt, Diplomat und Menschenrechtler
- Matthew Nowicki (eigentlich Maciej Nowicki; 1910–1950), polnisch-US-amerikanischer Architekt
- Mieczysław Nowicki (* 1951), polnischer Radsportler
- Stanislaw Nowicki (1870–1948), Drucker, Gewerkschafter, Mitglied des polnischen Sejm und Mitglied des Deutschen Reichstags
- Tadeusz Nowicki (Tennisspieler) (* 1946), polnischer Tennisspieler
- Tadeusz Nowicki (Unternehmer) (* 1958), polnischer Unternehmer
- Tom Nowicki, US-amerikanischer Schauspieler
- Tomek Nowicki (* 1965), deutsch-polnischer Schauspieler
- Wojciech Nowicki (Schriftsteller) (* 1968), polnischer Schriftsteller, Kurator und Gastronomiekritiker
- Wojciech Nowicki (* 1989), polnischer Leichtathlet
- Adam Neuman-Nowicki (1925–2019), polnisch-israelischer Radiologe und Autor

## In anderen Sprachen
Den Familiennamen Nowicki gibt es in vielen Abwandlungen und verschiedenen Schreibvarianten. Vor allem im osteuropäischen Raum ist der Nachname häufig vertreten.
| Sprache      | Maskuline Form        | Feminine Form         |
| ------------ | --------------------- | --------------------- |
| Deutsch      | Nowitzki, Nowitski    | --                    |
| Lettisch     | Novickis              | Novicka               |
| Litauisch    | Nawickas              | Navickytė             |
| Polnisch     | Nowicki               | Nowicka               |
| Russisch     | Новицкий (Nowitski)   | Новицкая (Nowitskaja) |
| Rumänisch    | Noviţki               | --                    |
| Slowakisch   | Novitzky              | Novitzka              |
| Tschechisch  | Novický               | Novická               |
| Ukrainisch   | Новицький (Nowitskij) | Новицька (Nowitska)   |
| Ungarisch    | Noviczky              | Noviczkyné            |
| Belarussisch | Навіцкі (Nawitski)    | Навіцкая (Nawitskaja) |
| Hebräisch    | נוביצקי               | --                    |

Bekannte Träger einer abgewandelten Form des Familiennamens Nowicki sind:
- Evgeny Fjodorowitsch Nowitski (russisch: Евгений Фёдорович Новицкий) (1867–1931), Generalleutnant im Russischen Kaiserreich
- Alfons Novickis (1906–1931), lettischer Fußballnationalspieler
- Dirk Nowitzki (* 1978), deutscher Basketballspieler
- Helga Nowitzki, deutsche Basketballnationalspielerin
- Louise Nowitzki (* 1981), deutsche Schauspielerin
- Silke Nowitzki (* 1974), deutsche Basketballnationalspielerin
- Oleg Wiktorowitsch Nowizki (russisch: Олег Викторович Новицкий) (* 1971), russischer Raumfahrer
- Henads Nawizki (belarussisch: Генадзь Навіцкі) (* 1949), belarussischer Politiker
- Wladimir Osipovich Nawizki (belarussisch: Уладзімер Восіпавіч Навіцкі) (* 1939), belarussischer Geschichtswissenschaftler
- Wladimir Nawizki (belarussisch: Уладзімер Навіцкі) (* 1954), belarussischer Sportjournalist und Nachrichtensprecher
- Petr Novický (* 1948), tschechischer Basketballspieler
- Valdemaras Novickis (1956–2022), litauischer Handballtrainer
- Valdas Novickis (* 1986), litauischer Handballspieler
- Jeff Novitzky (* 1967), US-amerikanischer Dopingermittler

Siehe auch:
- Nowacki
- Nowak
- Nowitzki
- Nowizki